# Gare d’Anché – Voulon
Gare d'Anché - Voulon – stacja kolejowa w Anché, w departamencie Vienne, w regionie Nowa Akwitania, we Francji. Jest zarządzana przez SNCF (budynek dworca) i przez RFF (infrastruktura). 
Stacja jest obsługiwana przez pociągi TER Poitou-Charentes. 

## Położenie
Znajduje się na linii Paryż – Bordeaux, w km 365,174, na wysokości 110 m n.p.m., między stacjami Vivonne i Épanvilliers

## Historia
Stacja została otwarta 28 lipca 1853.

## Linie kolejowe
- Paryż – Bordeaux